# Naka-no-ura
Naka-no-ura (von japanisch 中の浦 ‚Zentralbucht‘, norwegisch Hornpollen ‚Hornbucht‘) ist eine Bucht an der Prinz-Harald-Küste des ostantarktischen Königin-Maud-Lands. Sie liegt am Ostufer der Lützow-Holm-Bucht zwischen der Ongul-Insel und der Ost-Ongul-Insel.
Japanische Wissenschaftler nahmen zwischen 1957 und 1968 Vermessungen vor und fertigen Luftaufnahmen an. Sie benannten sie 1981.